# پروانه‌ها (ترانه)
پروانه ها (به انگلیسی: Butterflies) نام ترانه‌ای از مایکل جکسون است که در فوریه ۲۰۰۲ در آخرین و دهمین آلبوم استودیویی او منتشر شد. این ترانه سومین تک‌آهنگ از آلبوم تسخیرناپذیر بوده و توانست رتبهٔ ۱۴ را در جدول بیلبورد ۱۰۰تای برتر بدست بیاورد. برای این آهنگ موزیک ویدئویی ساخته نشد.